# Громадянський договір
Громадянський договір (вірм. Քաղաքացիական պայմանագիր, K’aghak’atsiakan paymanagir, ՔՊ/KP часто скорочується до Քաղպայմանագիր, K’aghpaymanagir) — вірменська політична партія. Лідер партії — Нікол Пашинян, премʼєр-міністр Вірменії.

## Історія
Вперше про «Громадянський договір» стало відомо 23 січня 2013 року, коли опозиційний депутат Нікол Пашинян опублікував проект створення нового політичного процесу в газеті «Haykakan zhamanak» («Вірменський часопис»). Протягом кількох місяців після цього текст договору широко обговорювався на вірменських політичних форумах. Після публікації оновленого тексту договору, 24 липня 2013 року «Громадянський договір» був офіційно створений як неурядова організація. Правління організації було сформовано 9 грудня 2013 року.
30 травня 2015 року «Громадянський договір» був зареєстрований як політична партія.
Після Вірменської оксамитової революції 2018 року на чолі з Ніколом Пашиняном виник новий політичний альянс, відомий як Альянс «Мій крок». Після парламентських виборів у Вірменії 2018 року альянс «Мій крок» отримав правлячу більшість у Національних зборах. Альянс розпався у травні 2021 року, оскільки «Громадянський договір» вирішив взяти участь у парламентських виборах 2021 року самостійно. Після виборів «Громадянський договір» зміг зберегти свою правлячу більшість.

## Ідеологія
Партія «Громадянський договір» не має чіткої офіційної ідеології. Як стверджує її лідер Нікол Пашинян: «Між політичними ідеологіями більше не існує чітких меж... у 21-му столітті ці межі зникли. Для мене неприйнятно називати нашу партію «ліберальною», «центристською» або «соціал-демократичною», тому що цілі, яких ми маємо досягти, виходять за межі -ізмів». Незважаючи на це, самого Пашиняна міжнародні ЗМІ описують як радикального центриста, реформіста, або ліберала (а іноді й популіста), що виступає за ліберальну демократію.

### Цілі
Партія оголосила своєю метою подвоєння населення Вірменії протягом наступних 20 років, забезпечення прав і свобод усіх громадян, викорінення всіх форм корупції, подальше зміцнення і розвиток економіки, захист навколишнього середовища.

### Зовнішня політика
Партія «Громадянський договір» виступає за розвиток тісніших зв'язків з Європейським Союзом і підтримує включення Вірменії до Поглибленої і всеохопної зони вільної торгівлі з ЄС. Партія продовжує підтримувати європейську інтеграцію Вірменії шляхом розбудови тісніших зв'язків з Європейським Союзом і скасування візових вимог для громадян Вірменії, які подорожують до Шенгенської зони ЄС. 17 жовтня 2023 року прем'єр-міністр Нікол Пашинян виступив у Європарламенті. Пашинян заявив, що «5 жовтня цього року в Гранаді були прийняті два надзвичайно важливі документи для відносин між ЄС та Вірменією.
14 листопада 2023 року депутат від партії «Громадянський договір» і голова постійної комісії з питань європейської інтеграції Арман Єгоян під час прес-конференції заявив, що «Вірменія може планувати приєднатися до Європейського Союзу в майбутньому». 15 листопада 2023 року міністр закордонних справ Арарат Мірзоян заявив: «Я хочу привітати рішення Європейської комісії рекомендувати Європейській Раді розпочати переговори про вступ з Молдовою та Україною і надати статус кандидата Грузії. Це рішення вітає не лише уряд Вірменії, але й народ Вірменії, який також має європейські прагнення».